# Eduard Prades i Reverter
Eduard Prades i Reverter (Alcanar, 9 d'agost de 1987) és un ciclista català, professional des del 2009 i actualment a les files de l'equip Caja Rural-Seguros RGA.
El seus majors èxits han estat la victòria al Trofeu Joaquim Agostinho del 2013, la Copa Sabatini de 2015, la Philadelphia Cycling Classic de 2016, la Volta a Noruega de 2018 i la Volta a Turquia del mateix 2018, en categoria World Tour.
Gràcies als bons resultats obtinguts el 2018 amb l'equip basc Euskadi-Murias fitxà pel Movistar Team de cara a les següents temporades.
El seu germà Benjamí també es dedica al ciclisme professionalment.

## Palmarès
- 2010
  - 1r al Gran Premi Macario
  - 1r a la Santikutz Klasika
- 2011
  - 1r a l'Aiztondo Klasika
  - 1r a la Santikutz Klasika
  - Vencedor d'una etapa al Cinturó de l'Empordà
- 2012
  - 1r a la Copa d'Espanya de ciclisme
  - 1r al Memorial Valenciaga
  - Vencedor d'una etapa a la Volta a la província de València
- 2013
  - 1r al Trofeu Joaquim Agostinho i vencedor d'una etapa
- 2014
  - 1r al Gran Premi Abimota i vencedor d'una etapa
  - Vencedor d'una etapa de la Volta a l'Alentejo
- 2015
  - 1r a la Coppa Sabatini
  - Vencedor d'una etapa a la Volta a Portugal
- 2016
  - 1r a la Philadelphia Cycling Classic
  - Vencedor d'una etapa a la Volta Internacional Cova da Beira
- 2018
  - 1r a la Volta a Noruega
  - 1r a la Volta a Turquia
- 2019
  - 1r de la Volta a Aragó
  - Vencedor d'una etapa al Tour La Provence
- 2024
  - 1r a la Volta a l'Alentejo i vencedor d'una etapa

### Resultats a la Volta a Espanya
- 2016. 127è de la classificació general
- 2018. 68è de la classificació general